# Batalla de Vilafranca
La batalla de Vilafranca del 21 de març de 1810 va ser un combat entre una divisió espanyola dirigida per Joan Caro Sureda i Luis González Torres de Navarra, el marquès de Campoverde i una brigada francesa imperial comandada per François Xavier de Schwarz, per atacar les línies de comunicació entre Barcelona i Tarragona, amenaçada pel mariscal Augereau.

## Antecedents
Després de la caiguda de Girona, el 10 de desembre de 1809, el general Joseph Souham rebé l'ordre de dispersar les desmoralitzades forces patriotes en retirada i els nous contingents que havien resultat d'una lleva en massa decretada per Joaquín Blake a principis de desembre d'aquell any, i Guillaume Philibert Duhesme es decidí a fer fora als espanyols d'Hostalric, Lleida i Tarragona.

## Batalla
La divisió de Joan Caro Sureda, composta per 2.000 regulars, 2.300 miquelets locals i els 3.000 miquelets de Francesc Rovira i Sala, va sorprendre Vilafranca del Penedès i va capturar la seva guarnició de 800 homes formada per tropes de la Confederació del Rin.

## Conseqüències
Les tropes espanyoles van caure sobre Manresa a principis d'abril on Joan Caro Sureda va ser ferit el dia, 2 i sent substituït per Campoverde, i va expulsar Schwarz i els seus soldats alemanys de la ciutat amb grans pèrdues el 5 d'abril. Aquest petit desastre va fer que el mariscal mariscal Augereau retirés les tropes imperials que amenaçaven Tarragona.
El 13 de maig les tropes franceses ocupen la fortalesa d'Hostalric, i Lleida el 14 de maig.